# حمد الصالح
حمد الصالح، من مواليد 1967، لاعب كرة قدم كويتي سابق. لعب مع نادي القادسية الكويتي ومنتخب الكويت لكرة القدم، وأحرز مع منتخب الكويت لكرة القدم لقب كأس الخليج 1990 وكأس الخليج 1996.

## السيرة الرياضية
اشتهر حمد الصالح بالسرعة الكبيرة، سجل هدفا في مرمى نادي التضامن الكويتي في نهائي الدوري في موسم 1998/1999 في الدقيقة 47 من زمن الشوط الثاني، وقاد هذا الهدف نادي القادسية الكويتي للفوز في لقب الدوري الكويتي، و كان هداف كأس الأمير 1991/1992 برصيد هدفين.

## كأس الخليج 1996
سجل هدف في مرمى منتخب السعودية لكرة القدم، وهدف في مرمى منتخب قطر لكرة القدم.